# Пещера Никанора
Пещера Никанора — древняя пещера на горе Скорпус в Иерусалиме. Является могилой богатого александрийского иудея Никанора, который приобрёл ворота для Второго Храма.

## Археология
В 1902 году управляющий поместья на горе Скопус обнаружил комплекс пещер с погребениями внутри. Смотритель сообщил об открытии британскому консулу, дочь которого занималась археологией на любительском уровне. Она осмотрела пещеру и обнаружила семь оссуариев. Один из найденных саркофагов был с надписями на двух языках — еврейском и греческом. Оссуарии были извлечены смотрителем из пещеры.
Позднее были опубликованы две статьи Клермон-Ганно о двуязычных надписях, а также подробное описание найденной гробницы. Артефакты были переданы Фонду исследования Палестины, а тот, в свою очередь, передал их Британскому музею.
Архитектурный план пещеры и художественный стиль находок позволяют датировать пещеру серединой I века нашей эры. Погребальная пещера Никанора типична для периода Второго храма. В ней четыре погребальных зала, в каждом есть несколько погребальных ниш. В проходах между залами скальные углубления указывают на то, что входы были украшены каменными плитами.

## Первый национальный пантеон Израиля
Пещеру планировалось превратить в национальный пантеон для еврейского народа. Однако после провозглашения Государства Израиль национальным пантеоном была объявлена Гора Герцля в западной части города.

## Галерея
- Пещера Никанора
- Могилы Леона Пинскера и Менахема Усышкина в Пещере Никанора